# Chiến dịch Đông Bắc I
Chiến dịch Đông Bắc I là một "chiến dịch nhỏ" trong Chiến tranh Đông Dương lần thứ nhất diễn ra từ ngày 8 tháng 10 đến ngày 7 tháng 12 năm 1948. Hai bên tham chiến chủ yếu là quân viễn chinh của Liên hiệp Pháp và lực lượng Quân đội Quốc gia Việt Nam của Việt Nam Dân chủ Cộng hòa.

## Tình hìnhĐông Bắc
Đông Bắc Bắc Bộ có vị trí chiến lược rất quan trọng nên Pháp chiếm đóng rất sớm. Sau thất bại ở Việt Bắc Thu-Đông 1947, Pháp càng ra sức củng cố địa bàn này. Pháp đã xây dựng được mạng lưới tề điệp, thổ phỉ dày đặc, phát triển quân phụ lực bản xứ (trên 95% là người địa phương), lập được một hệ thống cứ điểm ăn sâu vào nội địa.
Lợi dụng tình thực trạng nghèo nàn lạc hậu của người địa phương, đặc biệt là dân tộc thiểu số, Pháp đã thực hiện nhiều chính sách chia rẽ dân tộc mà tại Việt Nam thường gọi là âm mưu "Dùng người Việt đánh người Việt". Trước mắt quân Pháp thực hiện phong toả biên giới Việt - Trung để vừa ngăn chặn, cô lập Việt Minh, bảo vệ việc khai thác, vơ vét khu mỏ than trù phú, củng cố bàn đạp để tiến công Việt Bắc một lần nữa.
Địa hình Đông Bắc chủ yếu là đồi núi, có rất nhiều rừng rậm xen lẫn một số đồng bằng. Khu vực phía nam - tây nam (Đông Triều, Phả Lại đến Lục Nam, Lục Ngạn) là vùng đồi rừng, cây cối rậm rạp. Có ba trục đường chính: đường số 4 từ Móng Cái đến Lạng Sơn. Đường số 18 đi từ Phả Lại qua Đông Triều, Hòn Gai, Cẩm Phả nối liền quốc lộ 4 ở Tiên Yên. Đường số 13 từ Lục Nam nối quốc lộ 1 ở Bắc Giang, quốc lộ 18 ở Phả Lại, chạy lên hướng đông bắc qua An Châu, Lục Ngạn nối với quốc lộ 4 ở Đình Lập.
Địa bàn chiến dịch là khu tứ giác An Châu - Đình Lập - Tiên Yên - Hòn Gai rộng 1.800 km2 trong đó phân khu An Châu được chọn là khu vực chủ yếu của chiến dịch.

## Mục tiêu, phương châm của Quân đội Nhân dân Việt Nam
Cuối thu 1948, Bộ Tổng chỉ huy Quân đội của Quân đội Nhân dân Việt Nam quyết định mở Chiến dịch Đông Bắc nhằm mục đích: 
- Tiêu diệt một bộ phận sinh lực, phá kinh tế, triệt tiếp tế, cầm chân lực lượng quân Pháp ở đây. Mục tiêu cuối là ngăn chặn một cuộc tiến công lên Việt Bắc.
- Lấy thắng lợi quân sự để củng cố cơ sở chính trị, mở rộng chiến tranh du kích, chuẩn bị địa bàn hoạt động cho các đại đội độc lập sau khi quân chủ lực lui quân.

Phương châm trong chiến dịch này là chủ động đánh thắng trận đầu. Bộ đội chủ lực sẽ tiến hành đánh điểm, diệt viện, triệt phá giao thông, hậu cần của Pháp. Đồng thời kết hợp với tác chiến du kích, chia cắt quân Pháp tại đây để đánh từng bộ phận. Trong thời gian chiến dịch diễn ra sẽ vừa đánh vừa xây dựng lực lượng vũ trang địa phương có đủ sức chiến đấu bảo vệ địa bàn sau khi chủ lực rút.

## Lực lương tham chiến

### Quân đội Nhân dân Việt Nam
Lực lượng của Quân đội Nhân dân Việt Nam tham gia chiến dịch gồm:
- 3 Trung đoàn chủ lực của Liên khu 1:
  - Trung đoàn 98.
  - Trung đoàn 28.
  - Trung đoàn 55.
- 5 Tiểu đoàn chủ lực của Bộ Quốc phòng:
  - Tiểu đoàn 215 (độc lập).
  - Tiểu đoàn 426 (độc lập).
  - Tiểu đoàn 517 (độc lập).
  - Tiểu đoàn 18, Trung đoàn 308.
  - Tiểu đoàn 29, Trung đoàn 308.
- 1 Đại đội và 1 Trung đội trợ chiến.
- Dân quân và du kích trên địa bàn chiến dịch.

Bộ Tổng chỉ huy dân quân và Quân đội Quốc gia Việt Nam trực tiếp chỉ đạo, Bộ Tư lệnh Liên khu 1 trực tiếp chỉ huy chiến dịch.
Chỉ huy trưởng: Lê Quảng Ba.

## Công tác chuẩn bị củaQuân đội Nhân dân Việt Nam
Vì thời gian chuẩn bị gấp nên Bộ chỉ huy chiến dịch quyết định vừa đánh vừa chuẩn bị vật chất hậu cần, trước mắt ưu tiên tập trung chuẩn bị cho hướng An Châu. Do đó, trước giờ nổ súng, hậu cần đã chuẩn bị tương đối đủ gạo và đạn cho hướng An Châu, Đồng Dương, Tuấn Đạo.
Về công tác chính trị, lần này cơ quan chính trị được thành lập để giúp việc đắc lực cho Bộ chỉ huy chiến dịch lãnh đạo, động viên tinh thần bộ đội khắc phục khó khăn, chiến đấu liên tục. Bộ chỉ huy cũng đã thành lập ban gây dựng cơ sở, tiến hành vũ trang tuyên truyền ở nhiều nơi, đã củng cố được những cơ sở cũ, xây dựng được một số cơ sở mới, động viên được tinh thần của cán bộ dân chính địa phương và nhân dân tích cực tham gia phục vụ chiến dịch. Đồng thời đẩy mạnh công tác vận động, tuyên truyền làm lung lạc, hoang mang tinh thần thổ phỉ; giác ngộ được một số lính ngụy tình nguyện làm nội ứng khi Việt Minh đánh đồn.

## Diễn biến
Chiến dịch Đông Bắc I được chia làm hai đợt tiến công: Đợt 1 từ ngày 8 tháng 10 đến ngày 30 tháng 10, đợt 2 từ 31 tháng 10 đến 7 tháng 12 năm 1948.
Trước ngày mở màn, Quân đội Nhân dân Việt Nam đã hoạt động tạo thế, diệt căn cứ Trại Thán của thổ phỉ theo phe Pháp sau ba lần đánh để triển khai lực lượng.

### Đợt 1
Ngày 8 tháng 8, Quân đội Nhân dân Việt Nam nhất loạt nổ súng vào các vị trí An Châu, Đồng Dương, Tuấn Đạo, Sông Rang. Họ đã tiêu diệt được vị trí/cứ điểm Đồng Dương, bức rút ba vị trí Sông Rang, Tuấn Đạo và đồn Dấn. Nhưng lại không thành công trong việc đánh An Châu, quân Việt Nam chỉ chiếm được 2/3 vùng này.
Mười ngày sau, Pháp cho quân nhảy dù xuống Mai Siu tiến về An Châu. quân Việt Nam bỏ lỡ cơ hội diệt viện.
Trong thời gian này, tỉnh ủy Hồng Quảng phát động dân vận, phá 2.000 mét đường giao thông, cắt 50.000 mét dây điện thoại, diệt 27, làm bị thương 6, gọi hàng 114 quân Pháp và lính người Việt, giải tán 95% hội tề.
Trong thời gian từ ngày 9 đến ngày 30 tháng 10, quân Việt Nam tổ chức nhiều trận đánh nhỏ, quấy rối, phục kích trên đường 13.
Ngày 1 tháng 11, Việt Nam tiêu diệt cứ điểm Đồng Khuy.

### Đợt 2
Sau đợt tiến công đầu, quân Pháp phản ứng quyết liệt. Pháp tổ chức tiến công khu tự do Ái Quốc, cho quân dù nhảy xuống Mai Siu càn quét căn cứ của Việt Minh, sau đó tiến về An Châu. Đồng thời tăng cường sục sạo kiểm soát ở Làng Bang, phòng thủ Hòn Gai, Đình Lập, Tiên Yên, Khe Tù; tổ chức hành quân ngăn chặn và phá kế hoạch tiếp tế của quân Việt Minh.
Quân đội Việt Nam gặp khó khăn, không đột nhập được vào vùng tạm chiếm để gây cơ sở và khai thác hậu cần tiếp tế cho bộ đội. Do đó, kế hoạch phát triển chiến dịch theo hướng Hòn Gai, Tiên Yên không được thực hiện. Bộ chỉ huy chiến dịch phải chuyển hướng sang khu vực Khe Cháy, Pắc Lang, Châu Sơn.
Do chuyển hướng gấp, bộ đội chuẩn bị chưa đầy đủ nên cả hai lần tiến công, tiểu đoàn 29 và 215 không dứt điểm được Khe Cháy.
Ngày 25 tháng 11, tiểu đoàn 18 tiến công Khe Mó cũng không thành công.
Ngày 29 tháng 11, các tiểu đoàn 29 và 426 đánh viện nhỏ.
Sau đó, quân Việt Nam tiếp tức tiến công Pắc Lang, Châu Sơn và phá hoại đường số 4 nhưng kết quả không cao. Tình hình bảo đảm hậu cần khó khăn. Bộ đội ốm đau, sức khoẻ giảm sút nhiều. Bộ chỉ huy quyết định kết thúc chiến dịch ngày 7 tháng 12.

## Kết quả
Quân đội Việt Nam đánh hạ hai cứ điểm Đồng Dương, Đồng Khuy; đánh thiệt hại nặng phân khu An Châu; bức rút 7 vị trí; diệt 150 lính quân đội Pháp và lính Việt, trong đó có 1 quan tư Pháp, làm bị thương 8. Riêng cuộc dân vận của tỉnh ủy Hồng Quảng đã gọi diệt 27, gọi hàng 114 lính.
Số vật tư chiến tranh thu được có 48 súng trường, một số trung liên, trọng liên 12,7 li,… Ngoài ra còn thu được nhiều tiền bạc, phá hủy 2 xe bọc thép, đốt cháy 2 kho thóc.
Lực lượng Việt Minh trong chiến dịch này đã thực hiện đánh vào khu vực mà phía Pháp vẫn coi là "tuyệt đối an toàn", góp phần phá kế hoạch tiến công thu đông của đối phương.
Ngược lại, số hi sinh và bị thương của Quân đội Nhân dân Việt Nam là hơn một đại đội (khoảng 100-150 người).

## Kinh nghiệm
Đây là lần đầu tiên quân đội Việt Nam mở một chiến dịch quy mô 4 trung đoàn chủ lực, cùng với lực lượng vũ trang địa phương trên một địa bàn rộng, địa hình đặc biệt, xa hậu phương trong thời gian dài. Sự phối hợp chặt chẽ giữa quân đội chính quy và địa phương, nhất là giai đoạn chuẩn bị, đã phát huy được tác dụng của các đại đội độc lập và các lực lượng vũ trang địa phương, đội tuyên truyền, gây được cơ sở chính trị trong nhân dân. Công việc chuẩn bị khá chu đáo và bài bản. Đây cũng là lần đầu tiên quân đội Việt Minh dự kiến chủ động chia chiến dịch thành nhiều đợt có nhiệm vụ và mục tiêu cụ thể cho từng đợt để có điều kiện củng cố bộ đội khi chiến đấu dài ngày.
Thiếu sót lớn nhất của Quân đội Nhân dân Việt Nam là chưa biết tạo điều kiện đảm bảo chắc thắng cho trận mở đầu, lựa chọn An Châu là cứ điểm mạnh. Trong khi đó, kế hoạch dứt điểm bằng đánh kỳ tập nhưng không dự kiến tình huống nhân mối bị lộ, phải chuyển sang đánh cường tập thì binh lực, hoả lực phải tập trung đến mức nào, do đó không dứt điểm được An Châu. Quân đội Nhân dân Việt Nam cũng không dự kiến và có kế hoạch cụ thể đánh quân tăng viện bằng đường không, nên khi Pháp cho quân nhảy dù xuống Mai Siu(trung tâm chiến dịch), đã bỏ lỡ thời cơ diệt viện, kể cả khi quân Pháp tiến về An Châu. Đợt 2 cũng không dự kiến hết các tình huống nên khi chuyển hướng tiến công đột ngột, bộ đội không chuẩn bị kịp, do đó các mục tiêu tiến công đều không thành công. Chiến dịch kết thúc trong thế bất lợi và bị động.